# Paul Baran
Paul Baran (Hrodna, 29 aprile 1926 – Palo Alto, 26 marzo 2011) è stato un ingegnere polacco naturalizzato statunitense.
È considerato, insieme a Leonard Kleinrock e Donald Davies, uno degli inventori della commutazione di pacchetto.

## Biografia
Nel 1928, all'età di due anni, si trasferisce con la sua famiglia negli Stati Uniti, inizialmente a Boston, poi a Filadelfia, dove lavora con suo padre nella drogheria di famiglia, trasportando generi alimentari. Dopo il liceo, Paul Baran frequenta Ingegneria Elettronica alla Drexel University. Nel 1949, si laurea e successivamente lavora come tecnico sul primo computer commerciale, l'UNIVAC, presso la Eckert-Mauchly Computer Corporation. Poco tempo dopo, si sposa con Evelyn Baran, da cui avrà poi un figlio, David, e si trasferisce a Los Angeles. Qui lavora presso la Huges Aircraft Company di giorno, e frequenta un corso di Ingegneria Informatica presso l'U.C.L.A. di sera. Nella Huges Aircraft Company, il suo lavoro prevedeva l'elaborazione di dati radar e l'Ingegneria dei sistemi. Nel 1959, ottiene il Master in Ingegneria e viene assunto dalla RAND Corporation e vi rimane sino al 1968. Il RAND si occupava dei mezzi di comunicazione militari nel periodo della guerra fredda. Data la scarsa efficacia della rete telefonica a lunga distanza, Baran è chiamato per ideare una rete capace di sopravvivere ad attacchi nucleari. L'Ingegnere pensò ad una rete innovativa che non richiedeva l'utilizzo di switch centralizzati, permettendo il funzionamento della stessa, anche se alcuni nodi fossero stati distrutti dai bombardamenti. Quest'idea è la base delle reti a commutazione di pacchetto odierne.
Nel 1960, Paul Baran fu chiamato dal Presidente del Congresso degli Stati Uniti, per partecipare al team dell'ARPA. Il Progetto più importante a cui lavorò l'ARPA è ARPANET, costato allo Stato americano 2 miliardi e mezzo di dollari. Anche in questo caso, lo scopo primario era la costruzione di una rete trasmissiva. Questa doveva essere veloce, sempre attiva, con una dispersione di risorse minima. Molti studiosi credevano nella potenzialità della rete a commutazione di circuito, Paul invece, riprende il concetto di commutazione di pacchetto e ne spiega le basi in un articolo chiamato, On distributed communications networks. Nel progetto di queste reti, Baran si è ispirato al modello neuronale umano, dove i neuroni sono milioni, e la morte di un neurone/caduta di un collegamento, non pregiudica la fine di una trasmissione o del collegamento, ma altri neuroni fungono da collegamento, ricreando un percorso alternativo; nello stesso modo, secondo Paul Baran, avverrebbe la trasmissione in una rete a commutazione di pacchetto. Quest'idea di Baran viene accolta negativamente dalla comunità scientifica, specialmente negli ambienti militari e industriali. L'AT&T, leader nel settore delle telecomunicazioni, organizzò dei seminari per illustrare le ragioni per cui la commutazione di pacchetto fosse fallimentare. Quest'idea rimase inespressa sino al 1965, quando Donald Watts Davies, fisico inglese, sviluppa una teoria della commutazione di pacchetto simile a quella di Baran.
Baran pubblicò più di 60 testi che spaziavano in vari campi, vinse numerosi premi tra cui: Medaglia d'argento per l'eccellenza del prodotto (per il modem Trailblazer Telebit) da PC WORLD (1986), il Premio Edwin H. Armstrong dalla IEEE Communications Society (1987), la UCLA Advanced Computing Technologies Act Un Pioneer Award (1989). Mr. Baran ha vinto la IEEE Alexander Graham Medal Campana nel 1990, "Per pioniere in commutazione di pacchetto".
Fu un membro della IEEE, ACM, e SPIE. Fece parte del Consiglio Nazionale delle Ricerche (1986-1988) e del comitato editoriale delle reti per più di 10 anni.
Nel 2007 ricevette una prestigiosa medaglia dal presidente degli Stati Uniti George W. Bush, per il prezioso contributo offerto nel campo della tecnologia.
Mori all'età di 84 anni in seguito ad un cancro ai polmoni, il 26 marzo 2011 a Palo Alto.